# Aleucosia
Aleucosia är ett släkte av tvåvingar. Aleucosia ingår i familjen svävflugor.

## Dottertaxa tillAleucosia, i alfabetisk ordning[1]
- Aleucosia abdita
- Aleucosia adusta
- Aleucosia affinis
- Aleucosia albovittata
- Aleucosia angusta
- Aleucosia aquila
- Aleucosia arguta
- Aleucosia atherix
- Aleucosia australensis
- Aleucosia calophthalma
- Aleucosia cincta
- Aleucosia coastalis
- Aleucosia colona
- Aleucosia corculum
- Aleucosia cuneata
- Aleucosia danielsorum
- Aleucosia directa
- Aleucosia dorsalis
- Aleucosia fulvipes
- Aleucosia guttata
- Aleucosia halli
- Aleucosia hemiteles
- Aleucosia hyalina
- Aleucosia illota
- Aleucosia macfarlandi
- Aleucosia maculosa
- Aleucosia marginata
- Aleucosia multipunctata
- Aleucosia norrisi
- Aleucosia obtusa
- Aleucosia pallida
- Aleucosia plena
- Aleucosia preclara
- Aleucosia saltuaria
- Aleucosia serpentigera
- Aleucosia sugillata
- Aleucosia tridentata